# Chrysopa jacobsoni
Chrysopa jacobsoni är en insektsart som beskrevs av Van der Weele 1909. Chrysopa jacobsoni ingår i släktet Chrysopa och familjen guldögonsländor. Inga underarter finns listade i Catalogue of Life.